# Lepanthes focalis
Lepanthes focalis är en orkidéart som beskrevs av Carlyle August Luer. Lepanthes focalis ingår i släktet Lepanthes och familjen orkidéer. Inga underarter finns listade i Catalogue of Life.